# هورست هاوغ
هورست هاوغ (بالألمانية: Horst Haug)‏ هو لاعب كرة قدم ألماني، ولد في 12 مايو 1946 في شتوتغارت في ألمانيا. لعب مع شتوتغارت كيكرز ونادي شتوتغارت.

## وصلات خارجية
- هورست هاوغ على موقع قاعدة بيانات كرة القدم.إي يو (الإنجليزية)
- هورست هاوغ على موقع بيانات كرة القدم. دي إي (الألمانية)
- هورست هاوغ على موقع عالم كرة القدم.نت (الإنجليزية)